# 工人党 (爱尔兰)
工人党（英語：Workers' Party）是爱尔兰的一个共产主义政党。该党起源于新芬党和爱尔兰共和军。它形成于1970年，初名正式新芬党（又称正式爱尔兰共和军）；1977年改称新芬工人党；1982年改用现名。它的意识形态是共产主义、马克思列宁主义、爱尔兰共和主义。该党的总部位于都柏林。它是共产党和工人党国际会议的成员。2021年4月，该党分裂出以科克市议会议员泰德·泰南为首的另一个工人党。